# كارل أوقست شرودر
كارل أوقست شرودر (بالألمانية: Carl August Schröder)‏ هو محامي وسياسي ألماني، ولد في 21 نوفمبر 1855 بهامبورغ في ألمانيا، وتوفي بنفس المكان في 3 نوفمبر 1945. حزبياً، نشط في حزب الشعب الألماني ‏. انتخب عضو البرلمان هامبورغ وانتخب عمدة.